# Девушка-амулет (роман)
«Девушка-амулет»— первая книга французского актёра  Кристофа Ламбера о  судьбе талантливого пианиста, живущего в наши дни в Лос-Анджелесе, впервые опубликованная в 2011 году.

## Сюжет
Лейтмотивом романа «Девушка-амулет» является фраза: «Жизнь прекрасна, и мы должны принять её такой, какая она есть, беречь её и не растрачивать по пустякам». Роман «Девушка-амулет» об одиноком мужчине, преступившем черту среднего возраста и которому судьбой дарован шанс изменить свою жизнь.  
Майк Уилсон, медленно спивающийся пианист, играет в невзрачном баре отеля в Лос-Анджелесе. Двадцать лет назад ему пророчили карьеру пианиста-виртуоза, но всё рухнуло в жизни молодого человека, когда умерла его мать. С этого момента что-то надломилось в нём  и полная творческих планов жизнь талантливого музыканта ускользнула от Майка, и он смирился с этим, опускаясь всё ниже и ниже. Теперь он разочарованный сорокалетний холостяк, который делит время своей жизни между бутылкой виски, собакой Принцем и старым велосипедом. 
Но чудесным образом его опостылевшая жизнь кардинально меняется. Он встречает женщину своей мечты Люси, между ними словно вспышка, возникает любовь. Люси стала «музой» Майка, его нерастраченный потенциал как пианиста, заинтересовал музыкального продюсера  классической музыки. Майк сталкивается с трудным выбором: перебороть свои пагубные привычки и страхи прошлого или упасть на самое дно. Выбор, на который возможно нет уже ни сил, ни желания. Но любовь, дружба и непоколебимая вера в жизнь, помогает наконец, сделать то, что было предопределено судьбой.

## История замысла
По словам автора произведения:  "Эту историю о девушке-амулете я вынашивал более двадцати лет и поэтому есть общие черты с моим персонажем, но это не автобиографический роман. Действие книги происходит в Лос-Анджелесе потому, что я жил там, когда начинал писать. Это место основано на лицемерии, поэтому, такую смену событий,  когда был успешным человеком, а затем стал неудачником, в этом городе пережить намного сложнее.
Я много думал об этом парне, узнавшем в молодости славу, а затем опустившемся на дно жизни. У меня, как и у него, было лёгкое детство, мне также не хватало любви. Так же, как и он, я много пил. Он смирился с тем, что он обычный неудачник и ничего уже не изменить. Но каждый человек в этой жизни имеет право на второй шанс, на возможность начать все заново. 
Я сделал эту книгу простой, искренней и похожей на волшебную сказку. Она является гимном любви потому, что я верю в любовь. Именно любовь возвращает моему персонажу достоинство, уважение к самому себе… И мне повезло, что я встретил настоящую любовь, подарившую мне мой второй шанс. Правда, для этого понадобилось много времени, но я, наконец, нашёл её, мою девушку-амулет".

## Художественная особенность
В романе «Девушка-амулет», который  написан автором от первого лица,
Кристоф Ламбер, как настоящий романтик, говорит о любви, музыке и жизни с юмором, нежностью и деликатностью, современным легким языком. Внимание читателя приковано интересными  диалогами и неожиданным поворотом сюжета, достойного экранизации. По словам автора произведения: "В течение 20 лет работы над этой историей я не знал, что я хотел сделать: сценарий или роман. Когда я встретился с Мюриель Бейер, директором  издательства «Плон», она сказала: дайте мне 15 страниц романа. После того, как она их прочитала, решили писать книгу. Кстати, после успеха романа «Девушка-амулет» Ламбер планирует написать второй роман.
После четырех лет с момента выхода первого романа, 9 апреля 2015 г. Кристоф Ламбер опубликовал свой второй роман под названием «Судья». Его выход планируется 11 июня 2015 г. в том же издательстве.  Роман написан в жанре детективной фантастики и повествует о Кристофере Келлере, осужденном за месть убийцам своей семьи. После освобождения из тюрьмы, где он изучал право, Келлер начинает вести расследования дел, от которых отказалась полиция... 

## Награды
В мае 2011 года Кристоф Ламбер присутствовал на «Национальном Дне книги и вина», что проводится каждый год в Сомюр и где получил,  учрежденную  в  2011 году  литературную премию Клода Шаброля за свой роман «Девушка-амулет», как лучшую адаптацию книги для съемок на большом экране.